# الناحية المركزية (مقاطعة آمل)
الناحية المركزية لمقاطعة آمول (بالفارسية: بخش مرکزی شهرستان آمل) هي ناحية في مقاطعة آمل التابعة لمحافظة مازندران في إيران. في تعداد عام 2006 ، كان عدد سكانها 260,971 نسمة في 71,432 عائلة. فيها مدينة واحدة: آمل، وأربعة أقسام ريفية: قسم بالا خيابان ليتکوة الريفي وقسم تشلاو الريفي وقسم هرازبي الجنوبي الريفي وقسم بايين خيابان ليتکوة الريفي.